# Pattaya Beach
Pattaya Beach is een van de drie stranden op het eiland Ko Lipe in Thailand. Het strand ligt aan de baai Ao Pattaya. Langs Pattaya Beach staan resorts en er wonen mensen van de chao lay, die in 1974 Ko Adang en Ko Rawi moesten verlaten.